# Благодатний (Кемеровський округ)
Благода́тний (рос. Благодатный) — селище у складі Кемеровського округу Кемеровської області, Росія.

## Населення
Населення — 439 осіб (2010; 442 у 2002).
Національний склад (станом на 2002 рік):
- росіяни — 93 %